# Bitwa w Zatoce Hudsona
Bitwa w Zatoce Hudsona (zwana także bitwą pod York Factory) – bitwa morska, która rozegrała się pomiędzy flotyllą francuską a siłami angielskiej Kompanii Zatoki Hudsona na Zatoce Hudsona u ujścia rzeki Nelson. Miała miejsce dnia 5 września 1697.
Francuski okręt wojenny dowodzony przez kapitana Pierre'a Le Moyne d’Iberville'a pobił brytyjską flotyllę dowodzoną przez kapitana Johna Fletchera. Skutkiem tej bitwy było zdobycie przez Francuzów osady York Factory w Manitobie, placówki handlowej angielskiej Kompanii Zatoki Hudsona.

## Wstęp
Bitwa ta była częścią prawie dwustuletniego konfliktu pomiędzy Anglią a Francją o kontrolę nad Ameryką Północną, technicznie jednak zaliczona jest do wojny Ligi Augsburskiej.
W 1697 Francuzi z Nowej Francji wyparli Brytyjczyków z większej części wybrzeża Zatoki Hudsona i Zatoki Jamesa. Dążyli także do zablokowania brytyjskiej żeglugi na tych akwenach.

## Bitwa
Statek flagowy d’Iberville'a „Pélican” (44 działa) był częścią dużej eskadry francuskiej skierowanej do walki w celu usunięcia angielskiej kontroli nad Zatoką Hudsona. Przed bitwą „Pélican” oddzielił się od reszty francuskiej eskadry z powodu gęstej mgły. Tak doszło do rzadko spotykanej spektakularnej akcji pojedynczego okrętu przeciwko znacznie przeważającym siłom. W miarę jak „Pélican” posuwał się na południe przy pięknej pogodzie, zbliżył się do faktorii York. Grupa żołnierzy wylądowała na brzegu w celu rozpoznania fortu. Kapitan d’Iberville pozostał na pokładzie okrętu. Podczas gdy znajdujący się na brzegu żołnierze prowadzili rozpoznanie fortu, d’Iberville dostrzegł żagle i maszty zbliżających się okrętów. Początkowo myślał, że to przybywa reszta jego eskadry, więc wypłynął im na spotkanie. Po chwili d’Iberville zdał sobie sprawę, że zbliżające się okręty nie są francuskie, lecz stanowią angielską eskadrę złożoną z okrętu wojennego „Hampshire” (56 dział) oraz dwóch uzbrojonych statków handlowych „Dering” (36 dział) oraz „Hudson's Bay” (32 działa). D’Iberville, pomimo że część jego sił będąca na brzegu była nieosiągalna, zdecydował się przyjąć bitwę. Rozpoczęła się wymiana ognia działowego, ale gdy minęły dwie i pół godziny, d’Iberville na tyle zbliżył się do Anglików, że mógł doprowadzić do abordażu flagowego okrętu angielskiego „Hampshire”. W miarę trwania krwawych zmagań wydawało się, że Anglicy zaczynają zdobywać przewagę, gdyż wielu członków załogi „Pélicana” zaczęło wpadać do wody. Kapitan Fletcher zażądał od d’Iberville'a by się poddał, lecz d’Iberville odmówił. Gdy podobno Fletcher szklanką wina wznosił toast na cześć dzielności d’Iberville'a, eksplodowała prochownia statku „Hampshire”, który wybuchł i zatonął razem z załogą liczącą 290 marynarzy.

## Skutki bitwy
Statki „Hudson's Bay” oraz „Dering” odegrały niewielką rolę w końcowej fazie bitwy. „Hudson's Bay” został uszkodzony i opuścił banderę na znak kapitulacji jeszcze zanim „Hampshire” wyleciał w powietrze. „Dering” wyrwał się z bitwy i uciekł, a „Pélican” był za bardzo uszkodzony by podjąć za nim pościg. Uszkodzenia „Pélicana” były bardzo poważne. Dziura poniżej linii wodnej przesądzała o losie okrętu. Przybycie reszty francuskiej eskadry doprowadziło do kapitulacji York Factory dnia 13 sierpnia.
Ciężko uszkodzony „Pélican”, nim zdołał schronić się w którymś z portów, został zatopiony przez arktyczny sztorm. Życie straciło 23 francuskich marynarzy.